# Lynn Kanuka-Williams
Lynn Kanuka-Williams (née le 11 juillet 1960 à Regina en Saskatchewan) est une athlète canadienne spécialiste du demi-fond. 

## Carrière

### Palmarès
| Date | Compétition                    | Lieu         | Résultat | Épreuve      | Performance   |
| ---- | ------------------------------ | ------------ | -------- | ------------ | ------------- |
| 1984 | Jeux olympiques d'été          | Los Angeles  | 3e       | 3 000 mètres | 8 min 42 s 14 |
| 1985 | Finale du Grand Prix IAAF      | Rome         | 3e       | 3 000 mètres |               |
| 1986 | Jeux du Commonwealth           | Édimbourg    | 1re      | 3 000 mètres | 8 min 54 s 29 |
| 1986 | Jeux du Commonwealth           | Édimbourg    | 3e       | 1 500 mètres | 4 min 12 s 66 |
| 1987 | Championnats du monde en salle | Indianapolis | 6e       | 3 000 mètres | 8 min 50 s 80 |
| 1988 | Jeux olympiques d'été          | Séoul        | 5e       | 1 500 mètres | 4 min 00 s 86 |
| 1988 | Jeux olympiques d'été          | Séoul        | 8e       | 3 000 mètres | 8 min 38 s 43 |
| 1989 | Championnats du monde de cross | Stavanger    | 3e       | Cross long   | 22 min 41 s   |

### Records
| Épreuve      | Performance   | Lieu      | Date         |
| ------------ | ------------- | --------- | ------------ |
| 1 500 mètres | 4 min 00 s 25 | Bruxelles | 30 août 1985 |
| 3 000 mètres | 8 min 37 s 30 |           | 1988         |